# Phryxe mitis
Phryxe mitis là một loài ruồi trong họ Tachinidae.